# Историја Сао Томе и Принципеа
Острва Сао Томе и Принципе су била ненасељена пре доласка Португалаца негде око 1469. до 1471. године. Преко три године Португалски морепловци су истраживали острво тражећи погодну локацију за базу. 
Прево успешно насеље основао је 1493. године Алваро Камиња, који је добио земљу од португалске круне. Принципе је насељен 1500. године под сличним условима. Највећи део насељеника су били „непожељни“ који су послати из Португала, већином Јевреји. У то време насељеници су открили плодно вулканско земљиште погодно за узгој шећерне трске. 
Производња шећера захтева много рада тако да су Португалци довели велики број робова из Африке. До средине шеснаестог века Португалци су острво претворили у највећег афричког извозника шећера. 
Након достизања врхунца у производњи шећера, наредних 100 година долази до пада у производњи тако да средином седамнаестог века економска слика острва изгледа потпуно другачије. Острво постаје транзитна тачка за бродове који превозе робове између Африке и Запада.
У раном 19. веку, почело се са узгајањем две нове пољопривредне на острву, кафе и какаоа. Португалске компаније и велепоседници су држали скоро целокупно обрадиво земљиште. До 1908. године, Сао Томе је постао највећи светски произвођач какаоа, који је и данас једна од најважнијих извозних артикала.
Мада је Португал званично укинуо робовласништво 1876, практични присилни рад се наставио. У раном двадесетом веку је дошло до интернационалног скандала везаног за раднике из Анголе који су присиљавани да раде под незадовољавајућим условима. Спорадичне побуне радника су кулминирале у нередима 1953. године у којим је неколико стотина афричких радника убијено у сукобима са Португалцима. Овај "Батепа масакр" остаје највећи догађај у колонијалној историји острва и данас се обележава као празник.
У другој половини 20. века, када нације широм Африке захтевају независност, мала група грађана Сао Томеа је основал Покрет за ослобођење Сао Томе и Принципе (MLSTP), и успоставили су базу у оближњем Габону. Убрзо након збацивања Салазара и Саетана у Португалу у априлу 1974. године, нови португалски режим је одлучио да дозволи независност свих прекоморских колонија. У новембру 1974. је договорена предаја власти и проглашење суверенитета. Након периода прелазне власти пуна независност је постигнута 12. јула 1975. године, када је изабран први председник Мануел Пинто де Коста.
Сао Томе и Принципе је једна од првих афричких држава која је 1990. године прихватила демократске реформе и легализацију опозиционих партија, тако да су избори одржани 1991. године били слободни. Мигуел Тровада, бивши премијер, који је био у егзилу од 1986. године, се вратио на острво и изабран је за председника. Тровада је реизабран 1996. године.